# Make Me Feel
Make Me Feel is een nummer van de Amerikaanse zangeres Janelle Monáe uit 2018. Het is de eerste single van haar derde studioalbum Dirty Computer.
Het nummer gaat over biseksualiteit. Diverse muziekcritici vergeleken het nummer met het werk van Prince, voornamelijk met zijn hit "Kiss". Monáe heeft zelf ook gezegd dat Prince voor zijn overlijden in 2016 inderdaad mee heeft gewerkt aan haar album, inclusief "Make Me Feel". Toch flopte het nummer behoorlijk in de Amerikaanse Billboard Hot 100, waar het slechts de 99e positie behaalde. Het meest succesvol was het nummer in België, Hongarije en Roemenië. In Vlaanderen haalde het de 3e positie in de Tipparade. In Nederland bereikte het nummer geen hitlijsten, ondanks dat het er wel door enkele radiozenders gedraaid werd.